# Kattegattleden
Der Kattegattleden ist ein touristischer Fahrradweg entlang der schwedischen Westküste. Er verbindet die Städte Helsingborg im Süden und Göteborg im Norden auf einer Strecke von rund 390 km.
Der Weg führt die Radfahrer an den Städtchen Höganäs, Ängelholm, Båstad, Laholm, Halmstad, Falkenberg, Varberg und Kungsbacka vorbei. Der Weg ist durchwegs mit rot-weißen Schildern mit einer Eins gekennzeichnet. Es ist möglich, von verschiedenen Punkten aus zu starten, da die Strecke gut mit anderen Verkehrsmitteln – zum Beispiel mit der Bahn – erreichbar ist. Dienstleistungen wie Fahrradverleih, Gepäcktransport oder Übernachtungsmöglichkeiten werden an den Ausgangspunkten Helsingborg und Göteborg sowie teilweise auch an den Zwischenhaltspunkten angeboten.

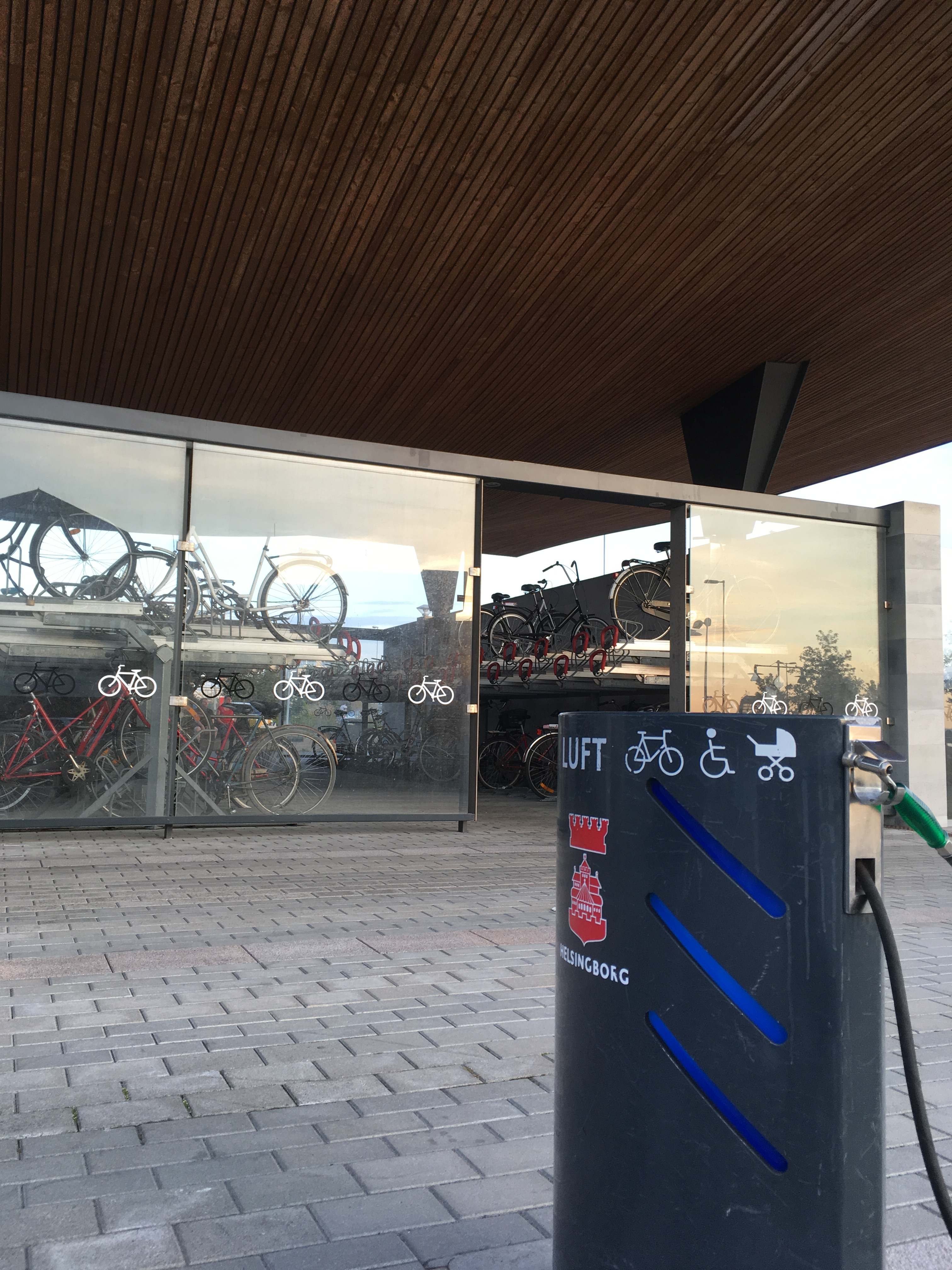
Fahrrad-Parking in Helsingborg
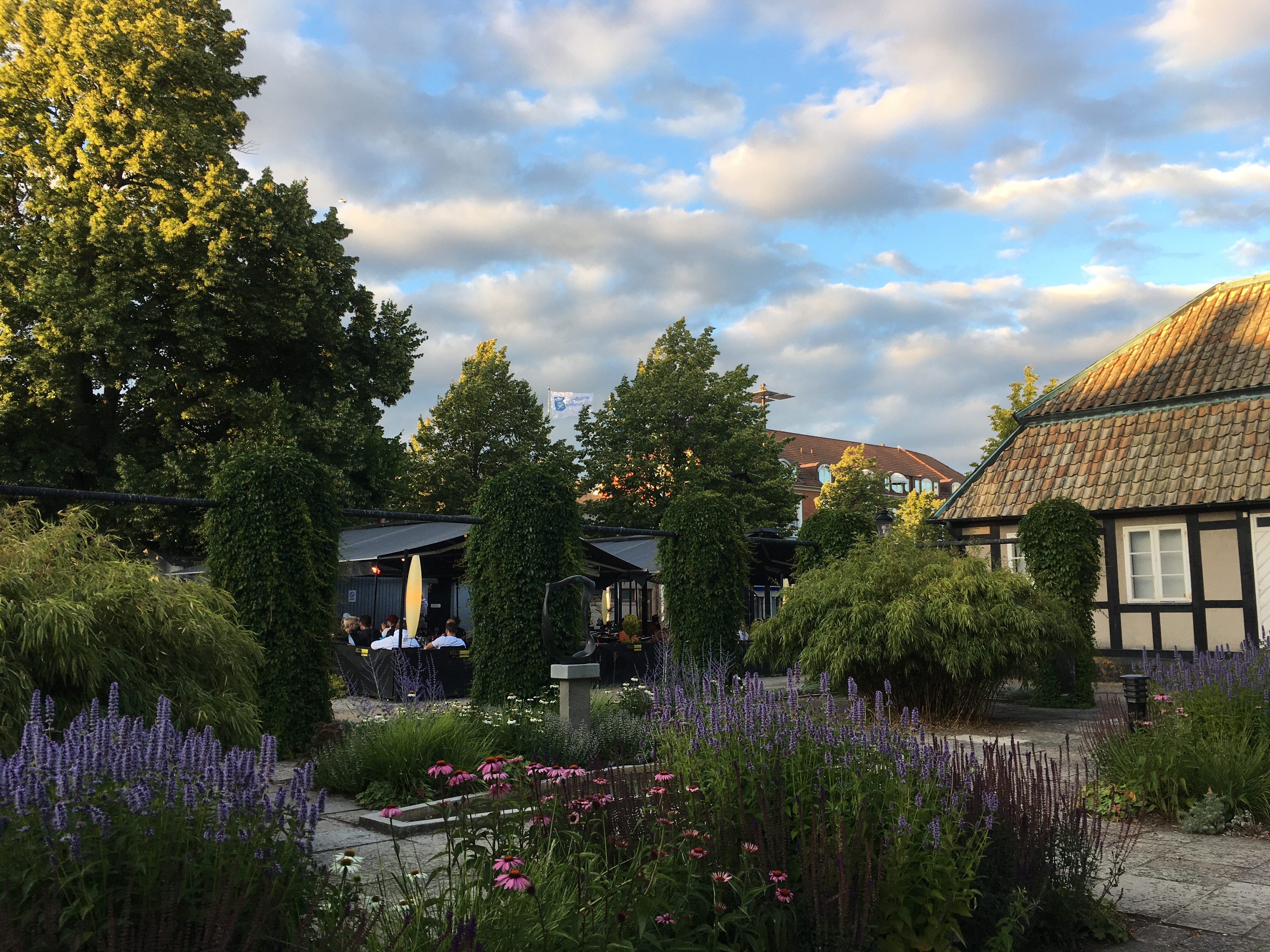
Stadtzentrum von Ängelholm
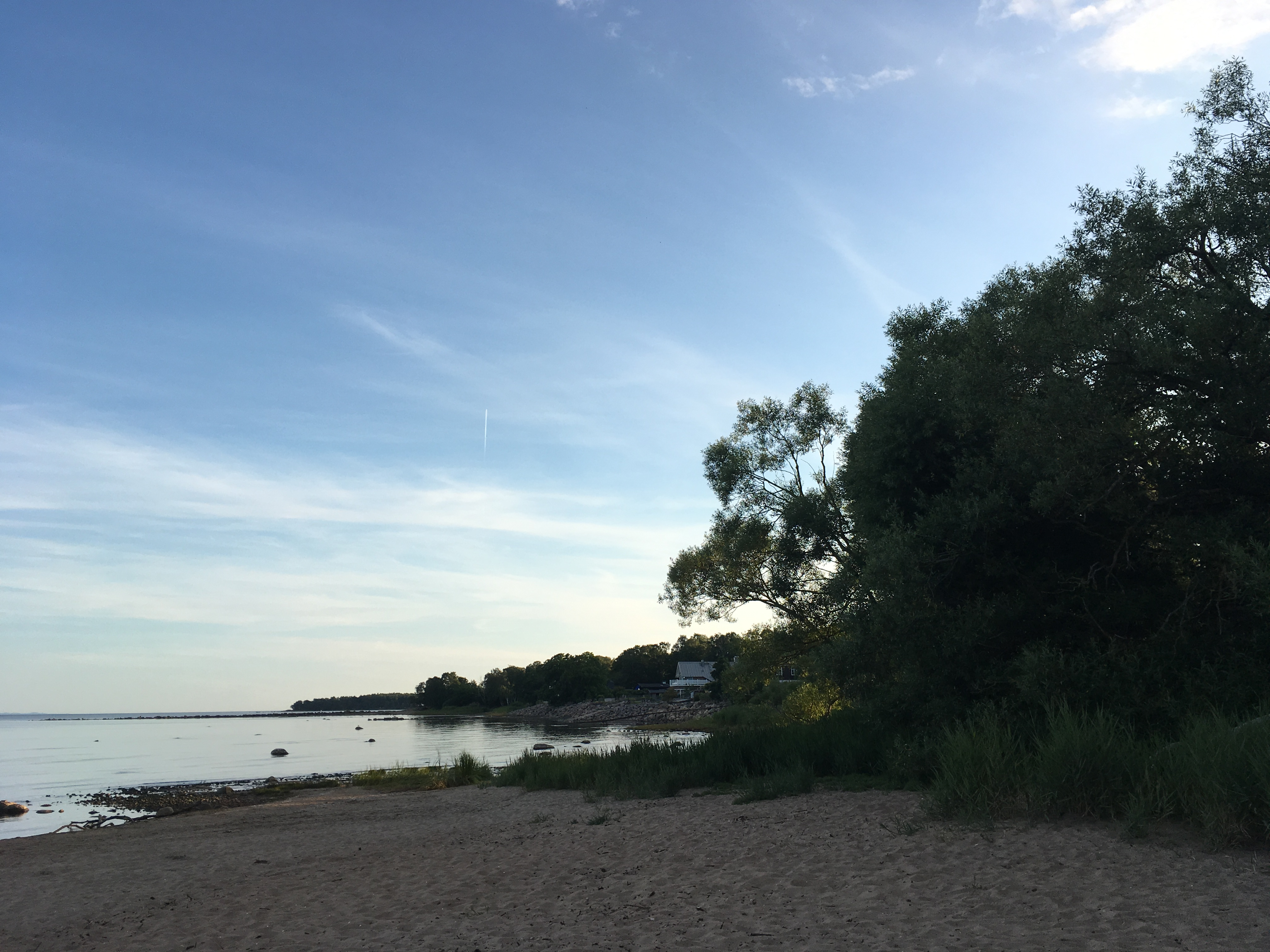
Strand von Halmstad
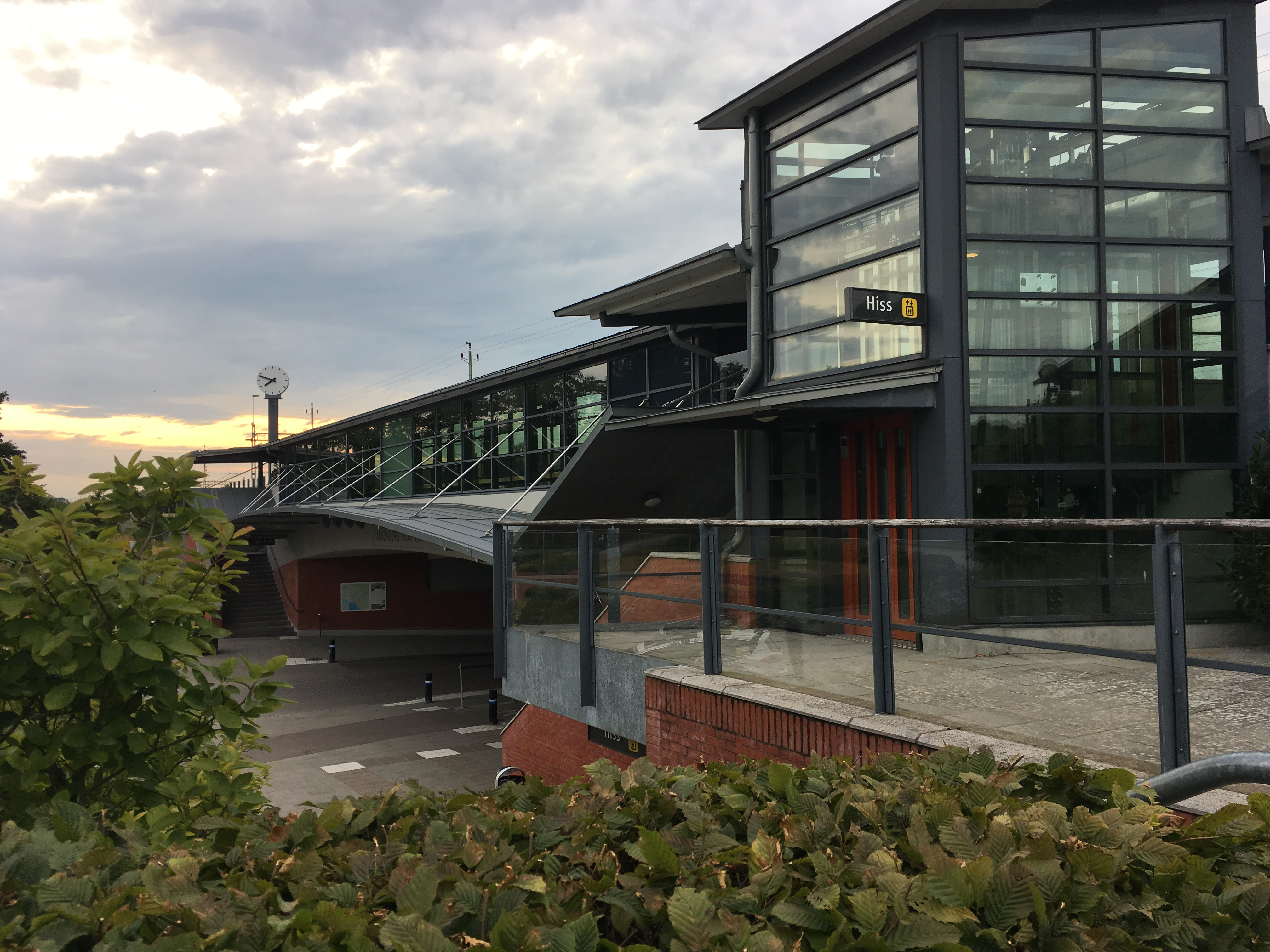
Bahnhof von Falkenberg
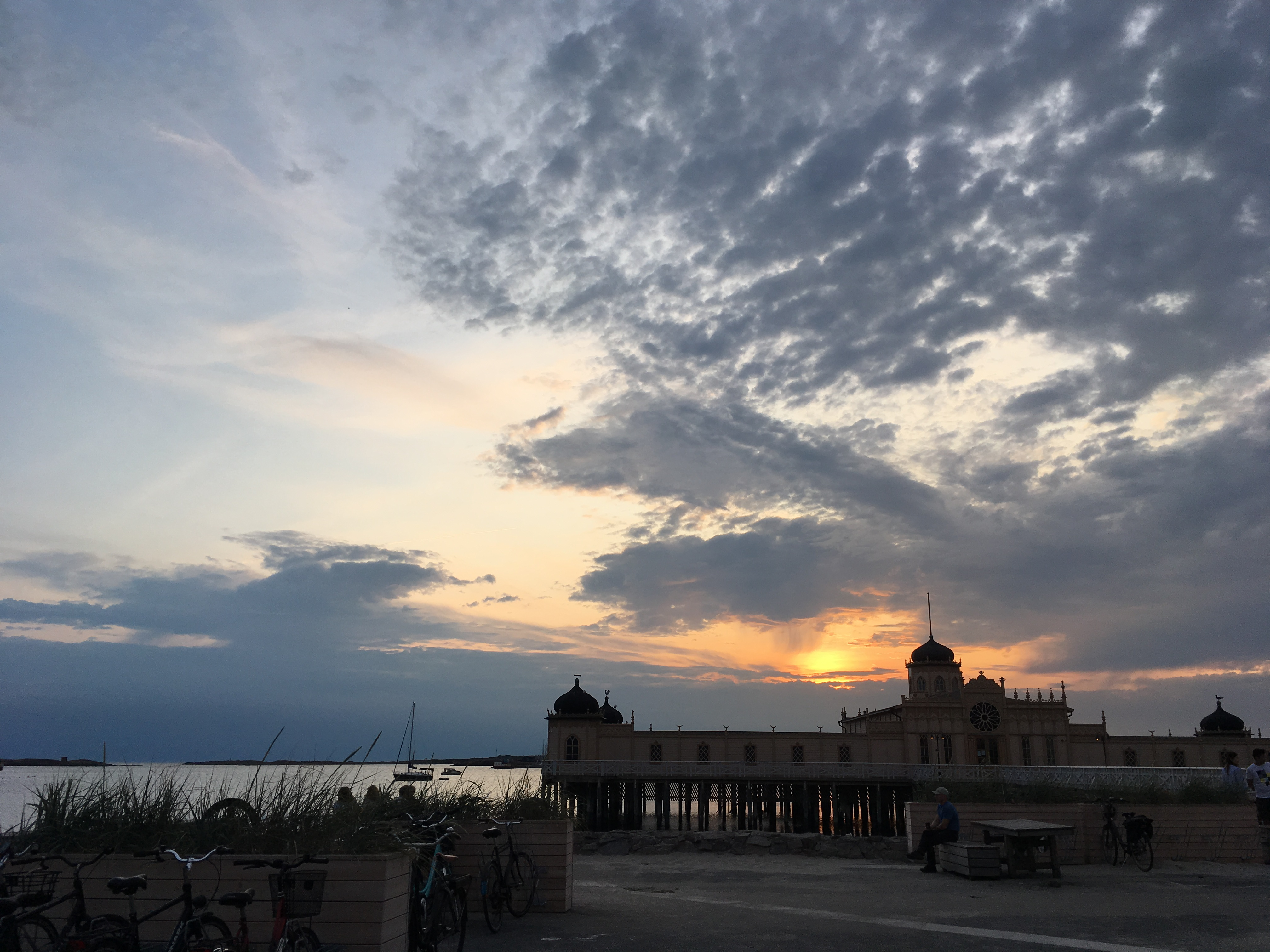
Badehaus von Varberg